# Cormac Mac Cárthaigh
Cormac Mac Cárthaigh ou Cormac mac Muiredaig Mac Cárthaigh (mort en 1138) est un souverain gaélique qui règne comme 46e roi de Munster en opposition de 1123 à 1138. Membre du clan Mac Cárthaigh issu des Eóganacht Chaisil, il est le dernier roi à avoir unifié le royaume de Munster avant qu'il soit définitivement divisé entre royaume de Desmond et le royaume de Thomond à la suite du traité de Glanmire.

## Origine
Depuis le Xe siècle le royaume de Munster était entre les mains des Dál gCais qui l'ont conquis au détriment de la dynastie, des Eóganachta. Toutefois au début du XIIe siècle les membres d'un sept de l'ancienne dynastie des Eóganacht Chaisil, le clan Mac Carthaigh, menés par les frères Tadg mac Muiredaig meic Cárthaig (roi de Desmond 1118-1123) et Cormac Mac Carthaigh, fils de Muireadach mac Carthaig (mort en 1092) rétablissent leur pouvoir de manière précaire.

## Le Traité de Glanmire
Muirchertach Ua Briain († 1119) issu de la lignée des Dál gCais, arrière-arrière-petit-fils de Brian Boru († 1014), était à la fois roi de Munster et Ard ri Erenn, 
Lorsque Muirchertach tombe gravement malade en 1114, son autorité en est fortement affectée. Les dissensions entre lui et son frère, Diarmaid († 1118), Dux de Cork, sont exacerbées par l'hostilité des autres principaux royaumes d'Irlande comme le Connacht, Ailech et le Leinster. Cette situation permet aux vassaux des Ua Briain, comme les frères Mac Carthaigh, de saisir leur chance de rétablir leur indépendance.
Tadg mac Muiredaig meic Cárthaig régnait en effet sur le sud-ouest du Munster en 1118 quand les fils de Diarmaid Ua Briain fuient le nouveau roi, Brian mac Murchada Ua Briain. Dans une tentative de soumettre Mac Carthaigh, Ua Briain s'engage avec son armée jusqu'à Glanmire (en) mais il est vaincu et lui-même tué par Toirdhelbach mac Diarmata Ua Briain.
La nouvelle de cette défaite fait sortir Muirchertach de sa retraite, il se rétablit sur le trône de Munster et mène à son tour une grande armée vers le sud accompagné de ses alliés, les rois de Connacht, Mide, et Breifne. Cependant le plus puissant de ces souverains, Toirdelbach Ua Conchobair (1088–1156) y voit l'occasion d'assurer sa propre autorité en maintenant le
Munster divisé, pour ce faire il conclut « un traité durable » avec Tadg, et le reconnait formellement comme le premier roi Desmond, pendant qu'il concède le Thomond aux fils de Diarmaid Ua Briain: Conchobar mac Diarmata Ua Briain et Toirdhelbach mac Diarmata Ua Briain.
Le Munster étant désormais divisé de facto en deux royaumes séparés, Toirdelbach devient le seul prétendant au titre d'Ard ri Erenn, une prérogative qu'il réussir à conserver, non sans opposition, jusqu'à sa mort en 1156. Lorsque Tadg se rebelle, Toirdelbach envahit et ravage le Desmond en 1121, 1122 et 1123. À la fin de cette dernière année Tadgh tombe sérieusement malade ; avant de mourir l'année suivante, il résigne la royauté entre les mains de son frère Cormac qui lui succède.

## Règne
Au début de 1124, Toirdelbach Ua Conchobair conduit une flotte du Connacht au Munster afin d'affirmer sa domination sur le Thomond et le Desmond. Toutefois une attaque inattendue du royaume de Mide et Bréifne le contraint à revoir ses plans. Cormac en en profite pour conclure une alliance avec les rois de Laghin, Mide et Breifne, qui se préparaient à envahir le Connacht.
Cormac progresse jusqu'au pont de  Átha Luain sur le Shannon pour rencontrer Ua Conchobhair qui attendait là avec une armée importante. Comme Mac Carthaigh était le chef apparent de la révolte, Ua Conchobhair exécute rapidement les otages du Desmond, dont Mael Sechlainn Mac Carthaigh, le fils de Cormac. Réalisant qu'Ua Conchobair ne pouvait être vaincu qu'au prix de pertes énormes, Cormac « rentra tristement chez lui ».
En 1125, Mac Carthaigh s'empare de la cité de Limerick qui appartenait aux Ua Briain, un acte symbolique qui marquait sa volonté d'assumer la royauté de tout le Munster. C'était également un affront à Ua Conchobair, désormais pleinement reconnu comme Ard ri Erenn. L'année suivante, l'Ard Rí attaque et bat définitivement Mac Carthaigh alors qu'il a établi son campement en Osraige. Cette défaite a pour conséquence la déposition de Cormac en 1127, et son remplacement par son frère Donnchad Mac Cárthaigh qui se soumet à Ua Conchobair après le siège de la cité de Cork le jour de la Sainte-Brigitte 1127, avec O'Mahony, O'Donoghue, O'Keef, O'Bric, Ó Conchobhair Ciarraige. Cormac  tonsuré entre dans les Ordres et se retire dans le monastère de Lismore dans le comté de Waterford où il meurt en 1138 assassiné par Ua Conchobair Ciarraige un vassal de Toirdelbach

## Postérité
Cormac est le père de trois fils:
- Mael Sechlainn († exécuté en 1124)
- Diarmait mac Cormaic, roi de Desmond de 1143 à 1175 et de 1176 à 1185.
- Fingen († 1152)

## Sources
- (en) Francis John Byrne, Irish Kings and High-Kings, Dublin: Four Courts Press, 2001,  (ISBN 978-1-85182-196-9)
- (en) Goddard Henry Orpen (Introduction de Seán Duffy), Ireland under the Normands 1169-1333, vol. I, Dublin, Four Courts Press (réédition), 2005, 633 p. (ISBN 9781846828188), p. 11-12 § 45 & § 48
- (en) Kenneth Nicholls, Gaelic and Gaelicised Ireland in the Middle Ages, Dublin, Lilliput Press, coll. « Gill History of Ireland 4 », 2003 (1re éd. 1972)
- (en) Henry A. Jefferies, Desmond: the early years & the career of Cormac Mac Carthy, vol. 88, 1983, 81–99 p. (lire en ligne)
- (en) ?, Cormac's Chapel Regions and rulers in Ireland, 1100-1650: essays for Kenneth Nicholls, Four Courts, 2004